# Impasse Oudinot
Impasse Oudinot är en återvändsgata i Quartier Saint-Thomas-d'Aquin i Paris sjunde arrondissement. Gatan är uppkallad efter den franske marskalken Nicolas Charles Oudinot (1767–1847). Impasse Oudinot börjar vid Rue Vaneau 55.

## Omgivningar
- Chapelle Saint-Vincent-de-Paul
- Jardin Catherine-Labouré
- Impasse de Valmy
- Cité Vaneau
- Rue du Bac
- Rue d'Olivet
- Cité de Varenne

## Bilder
| - Impasse Oudinot. - Gatuskylt. - Chapelle Saint-Vincent-de-Paul. - Jardin Catherine-Labouré. |

## Kommunikationer
- Tunnelbana – linje  – Vaneau
- Busshållplats Vaneau – Saint-Romain – Paris bussnät

### Webbkällor
- ”Impasse Oudinot”. Mairie de Paris. https://web.archive.org/web/20210205024145/http://www.v2asp.paris.fr/commun/v2asp/v2/nomenclature_voies/Voieactu/6887.nom.htm. Läst 11 november 2023.
- ”Impasse Oudinot (7ème arrondissement)”. Les rues de Paris. https://web.archive.org/web/20160409060509/http://www.parisrues.com/rues07/paris-07-impasse-oudinot.html. Läst 11 november 2023.